# Strzegowo (Mazovie)
Pour les articles homonymes, voir Strzegowo.
Strzegowo (prononciation : [stʂɛˈɡɔvɔ]) est un village polonais de la gmina de Strzegowo dans le powiat de Mława de la voïvodie de Mazovie dans le centre-est de la Pologne.
Le village est le siège administratif (chef-lieu) de la gmina appelée gmina de Strzegowo.
Il se situe à environ 25 km au sud de Mława (siège du powiat) et à 91 km au nord-ouest de Varsovie (capitale de la Pologne).
Le village compte approximativement une population de 8 000 habitants.

## Histoire
De 1975 à 1998, le village appartenait administrativement à la voïvodie de Ciechanów.
Le village était connu auparavant sous le nom de Strzegowo-Osada (localité de Strzegowo).
Avant la Seconde Guerre mondiale, le village comprenait 30 % de sa population de religion juive.